# الشخصية (مسلسل)
الشخصيات
(بالتركية: Şahsiyet) هو مسلسل قصير دراما جريمة تركي، صدر في 17 مارس 2018، وبث على قناة Puhutv، من إخراج أونور صايلاك وبطولة خلوق بيلغينار، جانسو دره وميتين آكدولجير.